# 顧龍禎
顧龍禎（1556年—？），字翼卿，號驤宇，直隸常州府無錫縣人，民籍，明朝政治人物。

## 生平
萬曆七年（1579年）己卯科應天鄉試第六名，萬曆十四年（1586年）丙戌科會試一百十八名，登三甲第八十三名進士。礼部观政，本年授行人，十九年八月选授山东道試御史，差巡视皇城，二十年差河東巡盐，二十二年廣東巡按，本年丁憂。二十六年四月復除江西道御史，二十七年巡按广东，二十八年十月与布政使王泮互相讦奏，被解職，回籍听勘。四十年八月降补山东曹州判官添注，四十一年升夏邑知县。

## 轶事
《萬曆野獲編》載，顧龍禎不諳吏治，性格剛戾自大，巡按廣東時，劾罷廣州知府方遂，庚子鄉試期間，又與擔任提調的布政使王泮相爭，竟致激動互毆。

## 家族
曾祖顧廷玉，封典簿；祖父顧彥夫，曾任府同知；父顧大心，曾任生員。母楊氏。具庆下。兄麟祯（廪生）、弟应祯、鳳祯。